# Suhaila Seddiqi
Suhaila Seddiqi, née le 11 mars 1949 et mort le 4 décembre 2020, souvent appelée « général Suhaila », est une femme politique afghane. Elle est ministre de la Santé publique de décembre 2001 à 2004. Avant cela, elle travaille comme chirurgienne dans l'armée afghane. En tant que ministre du gouvernement, elle reçoit le titre Honorable avant son nom. Suhaila Seddiqi est l'une des rares femmes au gouvernement en Afghanistan, et la seule femme dans l'histoire de l'Afghanistan, à détenir le titre de lieutenant général. Elle travaille pour le gouvernement afghan depuis le règne de Mohammad Zaher Shah.

## Biographie

### Jeunesse
Suhaila Seddiqi est née à Kaboul, en Afghanistan, le 11 mars 1949,. Elle appartient à la lignée royale pachtoune Barakzai Mohammadzai,. Son père est gouverneur de Kandahar ; elle a 5 sœurs.
Après avoir terminé ses études secondaires, elle fréquente l'université de médecine de Kaboul, mais termine ses études de médecine à l'université d'État de Moscou, dans ce qui est alors l'Union soviétique.

### Carrière
Sous le gouvernement de Mohammad Najibullah (1987-1992), Suhaila Seddiqi reçoit le grade de chirurgien général. Elle est chef du service de chirurgie du principal hôpital de Kaboul. Sous les talibans, elle maintient l'enseignement de la médecine pour les femmes et réussit à rouvrir la section des femmes de l'hôpital où elle travaille, après le départ des talibans.

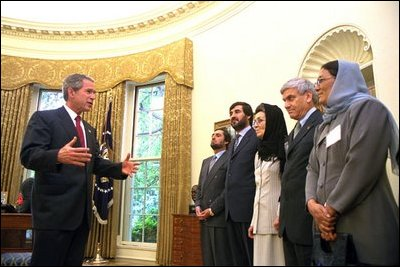
Le président américain George W. Bush lors d'une réunion avec les ministres afghans dans le bureau ovale le 24 juillet 2002. Sur la photo de gauche : Abdullah Abdullah, Sayed Mustafa Kazemi, Suhaila Siddiq, Mohammad Amin Farhang et Habiba Sorabi.

Suhalia Seddiqi est très respectée par de nombreuses féministes afghanes pour ses actions à l'époque des talibans. Elle et sa sœur, qui est professeur à l'Institut polytechnique de Kaboul, sont deux des rares femmes à refuser avec succès de porter la burqa. Elle est citée comme ayant déclaré : « Quand la police religieuse est arrivée avec ses cannes et a levé les bras pour me frapper, j'ai levé les miens pour les frapper en retour. Puis ils ont baissé les bras et m'ont laissé partir ».
Après le retrait du gouvernement taliban d'Afghanistan à la suite de l'intervention des forces armées américaines et britanniques, Suhaila Seddiqi est nommé ministre de la Santé publique et assermentée par le président par intérim Hamid Karzai. L'un de ses premiers actes est de solliciter l'aide de la communauté internationale pour la mise en place d'un corps médical féminin. Elle rencontre une équipe de l'Organisation mondiale de la santé (OMS), qui est envoyée dans le pays déchiré par la guerre pour évaluer ses besoins en matière de santé, et déclare que la formation des femmes afghanes est essentielle car elles constituent un atout crucial dans le système de santé.
En tant que ministre, en avril 2002, elle supervise la vaccination d'environ 6 millions d'enfants afghans contre la polio au nom du Fonds des Nations unies pour l'enfance. En juillet 2002, elle rencontre une délégation chinoise qui accepte de financer la rénovation de ce qui est promis d'être l'hôpital le plus moderne d'Afghanistan. En novembre 2006, elle présente un discours sur le SIDA en Afghanistan à Eurasianet à New York.

### Vie personnelle
Suhaila Seddiqi passe toute sa vie en Afghanistan. Elle ne se marie jamais et affirme qu'elle est trop dévouée à son métier et n'a pas le temps pour un mari.
Elle est l'une des cinq filles de Mohammad Siddiq, gouverneur de Kandahar, sous le règne du roi Mohammad Zaher Shah. Sa sœur cadette Mastura Aziz-Sultan, également médecin et spécialisée en gynécologie obstétrique, décède à Washington en 2014. Ses autres sœurs résident à San Diego, Genève et Sydney. Une de ses autres sœurs cadettes, ingénieure, décède en 2001 à Kaboul.
Elle est atteinte de la maladie d'Alzheimer. Elle décède à Kaboul le 4 décembre 2020, à l'âge de 71 ans, des suites de complications du Covid-19 lors de la pandémie en Afghanistan.